# Dzierzgoń
Dzierzgoń [ˈʥɛʒgɔɲ] (deutsch: Christburg, prußisch Grewose) ist eine Kleinstadt im Powiat Sztumski der polnischen Woiwodschaft Pommern. Sie ist Sitz der gleichnamigen Stadt-und-Land-Gemeinde.

## Geographische Lage
Die Kleinstadt liegt in der historischen Landschaft Preußen, im nördlichen Teil Pomesaniens, der später zum Land Marienburg gehörte. Sie befindet sich am Fluss Sorge (Dzierzgoń), etwa 23 Kilometer südöstlich von Marienburg (Malbork) und 25 Kilometer südlich von Elbing (Elbląg).

## Geschichte

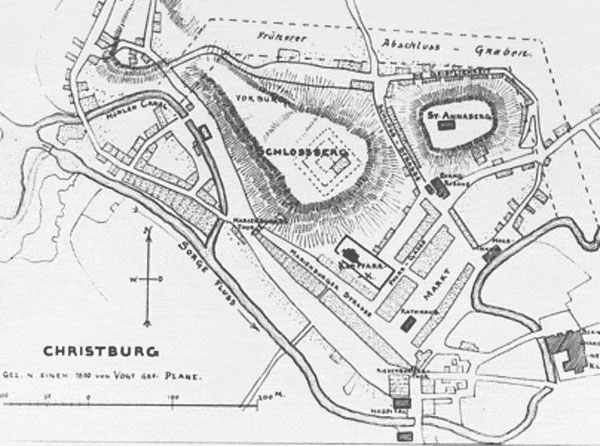
Ausschnitt aus einem Stadtplan vom ersten Quartal des 20. Jahrhunderts mit dem Stadtkern, dem Schloss, dem St.-Anna-Berg und dem Flüsschen Sorge

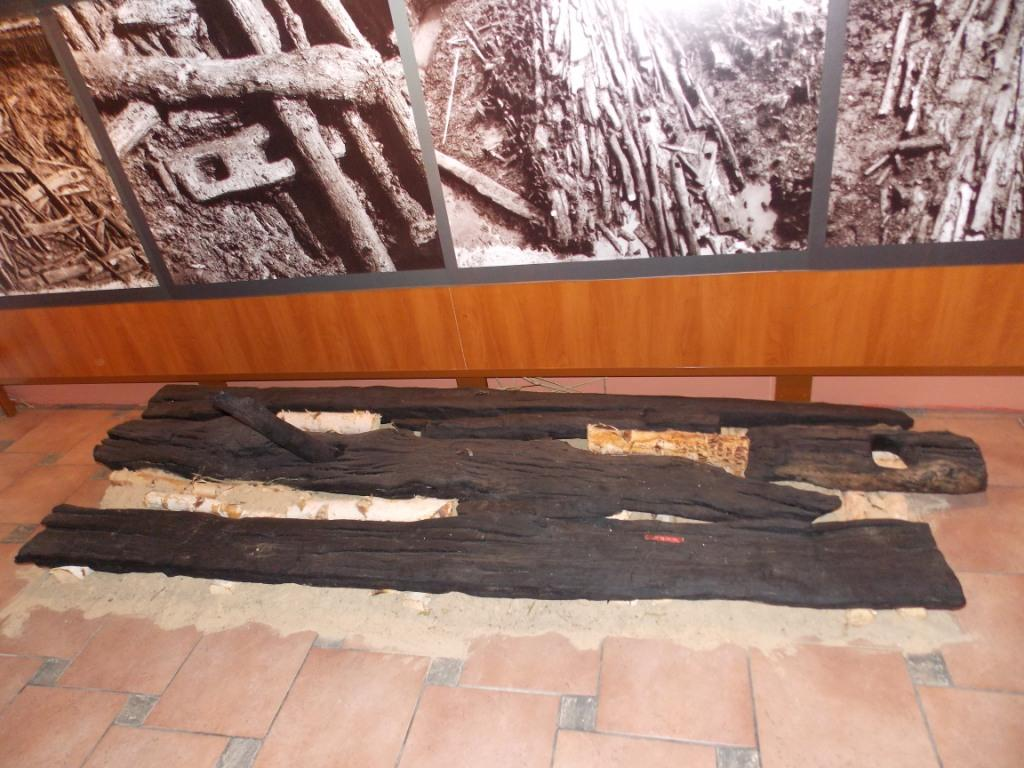
Exponat zu den Funden der Moorbrücken im Sorgetal des Museums für Archäologie und Geschichte in Elbląg

### Mittelalter
Der prußische Name Grewose beschreibt die Lage des Ortes an einer Flussstelle bzw. in einem Dreiecksland zwischen Flüssen. Dzierzgoń liegt an und auf einem Moränenhügel in einer Schleife des Flusses Dzierzgoń. Im Flusstal in Richtung Storchnest (Mocajny) und bei Baumgarth (Bągart) konnte der Verlauf von Moorbrücken aus der Römerzeit nachgewiesen werden, spezieller Bohlenwege durch das Sorgetal, die bereits Ende des 19. Jahrhunderts ergraben wurden. Die Anlagen waren Teil der Bernsteinstraße, über die der prußische Bernsteinhandel mit dem römischen Reich lief.
Ebenfalls Ende des 19. Jahrhunderts wurde im Gebiet der heutigen Stadt-und-Land-Gemeinde bei Baumgarth (Bągart) im Tal der Sorge ein historisches Segelboot des 8. bis 11. Jahrhunderts von ca. 12 m Länge ergraben, früher populär pauschal als „Wikingerschiff“ bezeichnet. Auch wenn Eisennägel auf skandinavische Schiffbautechnik hinweisen, werden Schiffsfunde der Region aus dieser Zeit wissenschaftlich der prußischen Kultur zugeordnet.
Die Festung Christburg oberhalb der Flussschleife stand oft im Mittelpunkt des 53-jährigen Bekehrungskriegs des Deutschen Ordens gegen die Prußen. 1234 wurde der Ort von Heinrich von Meißen erobert, jedoch 1242 von den Prußen zurückgewonnen. Heinrich von Lichtenstein gelang 1247 eine erneute Einnahme. Weil die Burg aber wieder von den Prußen eingenommen wurde, suchten sich die Ordensritter den strategisch günstigeren Standort auf dem Schlossberg aus und gründeten die neue Christburg, einige Kilometer entfernt von der alten Christburg, oberhalb der Sorge. Alt-Christburg wurde den bekehrten und loyalen Prußen überlassen. Während des großen Aufstandes wurde die Christburg niedergebrannt.
1249 wurde unter der Vermittlung des päpstlichen Legaten Jacob von Lüttich, des späteren Papstes Urban IV., der Vertrag von Christburg geschlossen, der als Friedensvertrag den besiegten Prußen ihre Freiheit garantierte, wenn sie zum Christentum übertraten, und das Verhältnis von Prußen und siegreichem Deutschen Orden regelte. Der Vertrag legte weiterhin fest, dass in Christburg (novo Christiborc) von den Prußen eine Kirche errichtet werden sollte. Zudem wurde zur Festigung des Christentums im Vertrag der Bau von insgesamt 24 Kirchen vereinbart: 13 in Pomesanien, 6 im Ermland und 3 in Natangen.
Bereits 1254 wurde die Stadt Christburg urkundlich erwähnt; 1288 wurde ihr der Gebrauch des Kulmer Stadtrechts bestätigt. 1312 erhielt der Ort die Handfeste durch Günther von Arnstein. In der Ordenszeit war Christburg Sitz eines Komturs. Mit dessen Amt war zugleich der Titel des obersten Trappiers verbunden, der den Komtur zu Christburg als einen der fünf Großgebietiger des Ordens auszeichnete.

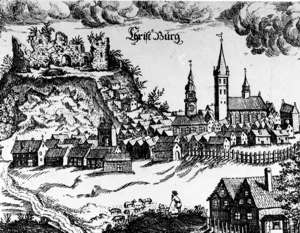
Christburg im Jahre 1684 (Kupferstich von Christoph Hartknoch)
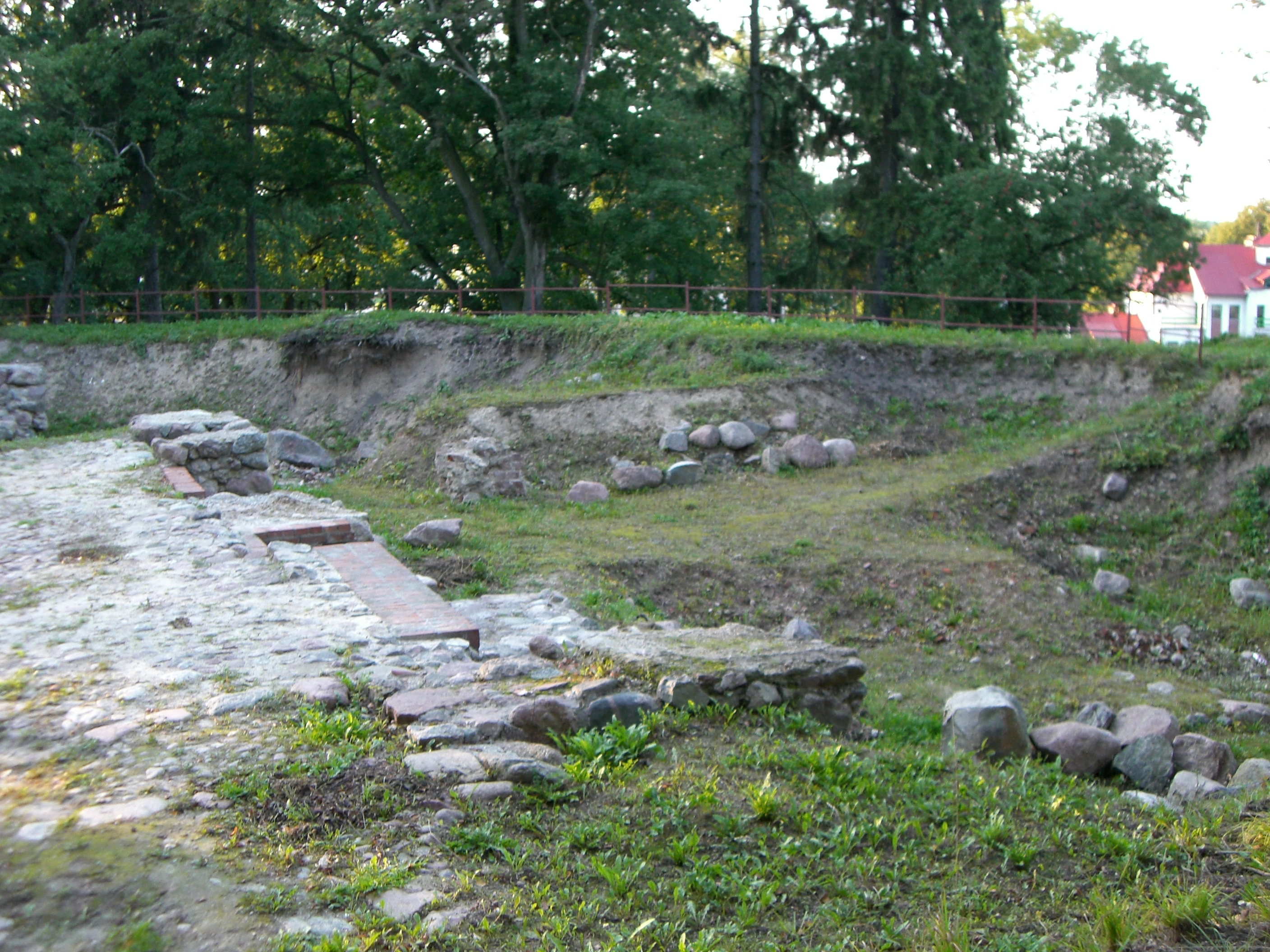
Überrest der Ruine der Ordensburg auf dem Schlossberg
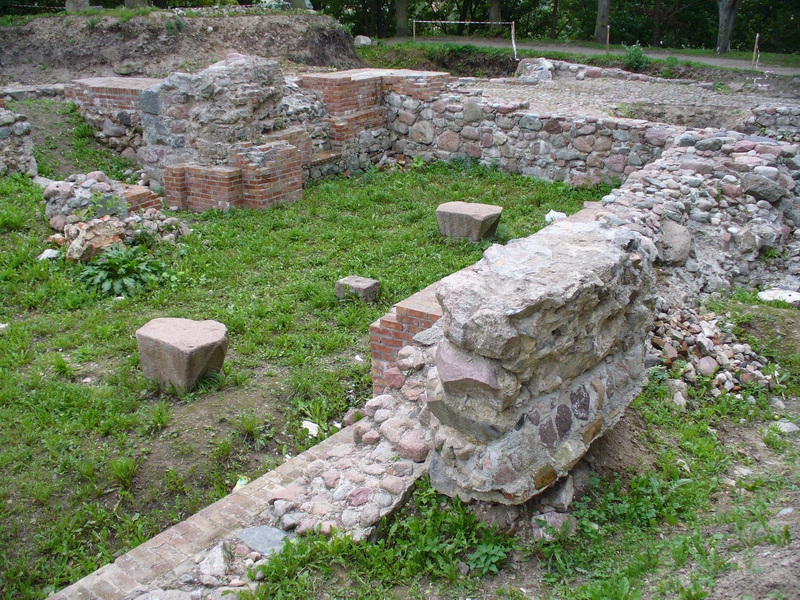
Grundmauern der Ruine der Ordensburg, teils aufgemauert

### Neuzeit
Im Zweiten Thorner Frieden verlor 1466 der Deutsche Orden die Herrschaft über Christburg. Die Stadt und ihre Umgebung, im Vertrag als opidum et districtus Cristburg alias Drzgon bezeichnet, kamen zusammen mit dem autonomen Preußen Königlichen Anteils unter die Hoheit der polnischen Krone. 1492 wurde Nicolaus von Zehmen Burggraf von Stuhm und Christburg. Weiterhin wurde Achatius von Zehmen Starost auf Stuhm und Christburg, wo er auch wohnte. 1517 wurde er Unterkämmerer der Marienburg, 1531 Kastellan von Danzig und 1546 Woywode der Marienburg. Nachdem der polnische Reichstag Achaz I. von Zehmen alle Krongüter aberkannt hatte, stürmten seine Söhne, die Reichsfreiherren Christoph, Achaz II. und Fabian II., im Dezember 1576 die Christburg. Gegen eine Abfindung von 24.000 fl., zu zahlen an das Königreich Polen, konnten schließlich die Brüder Christburg behalten.
1678 erfolgte die Gründung eines Franziskanerklosters in Christburg. Seine Gebäude entstanden an der Stelle des mittelalterlichen Heilig-Geist-Spitals, zerstört 1414. Erhaltene Teile des Spitals wurden in den Klosterbau integriert, beispielsweise das Torhaus als Eingangsportal und Teile der Klosterkirche, die aus dem 13. Jahrhundert stammten. Das Klausurgebäude nördlich der Kirche entstand aus Steinen der Ordensburg.
Christoph Hartknoch beschreibt Christburg 1684 treffend als Stadt unten am Berge, oben auf dem Berg nennt er ein verwüstes und verfluchtes Schloss von den Ordensherren her, auf dem zugehörigen Stich als Ruine dargestellt. Zudem wird erklärt, auf dem Schloss spuke der Geist eines Chorherrn, dessen Tod Komtur Albrecht von Schwarzburg vor der Schlacht bei Tannenberg durch eine Fluch verursacht haben sollte. Die Ruine soll außerdem im 17. Jahrhundert Ziel von Schatzgräbern gewesen sein.
Nach der Ersten Teilung Polen-Litauens 1772 gehörte Christburg zur neugeschaffenen Provinz Westpreußen des Königreichs Preußen. Ab 1818 war Christburg dem Landkreis Stuhm im Regierungsbezirk Marienwerder angegliedert. 1871 wurde die Stadt mit Preußen Teil des neu gegründeten Deutschen Kaiserreiches. 1893 wurde der südlich der Stadt gelegene Bahnhof an der Strecke Marienburg–Allenstein eröffnet.
Aufgrund der Bestimmungen des Versailler Vertrags musste nach dem Ersten Weltkrieg der größte Teil der Provinz Westpreußen zur Einrichtung des Polnischen Korridors an Polen abgetreten werden. Im Kreis Stuhm im Osten der Provinz wurde eine Volksabstimmung durchgeführt, in Christburg stimmten 2571 Einwohner für den Verbleib bei Ostpreußen, auf Polen entfielen 13 Stimmen. Christburg blieb daraufhin deutsch und wurde nach der Auflösung der Provinz Westpreußen 1922 zunächst an Ostpreußen angegliedert.
Im Jahr 1945 gehörte Christburg zum Landkreis Stuhm im Regierungsbezirk Marienwerder des Reichsgaus Danzig-Westpreußen des Deutschen Reichs.

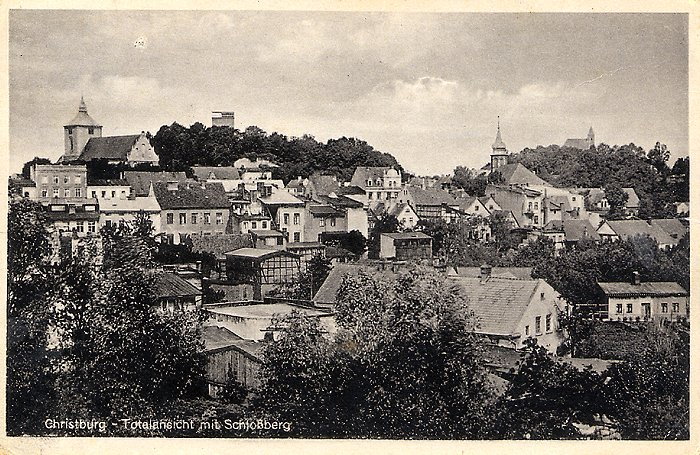
Christburg im 20. Jahrhundert, Ansicht mit Schlossberg
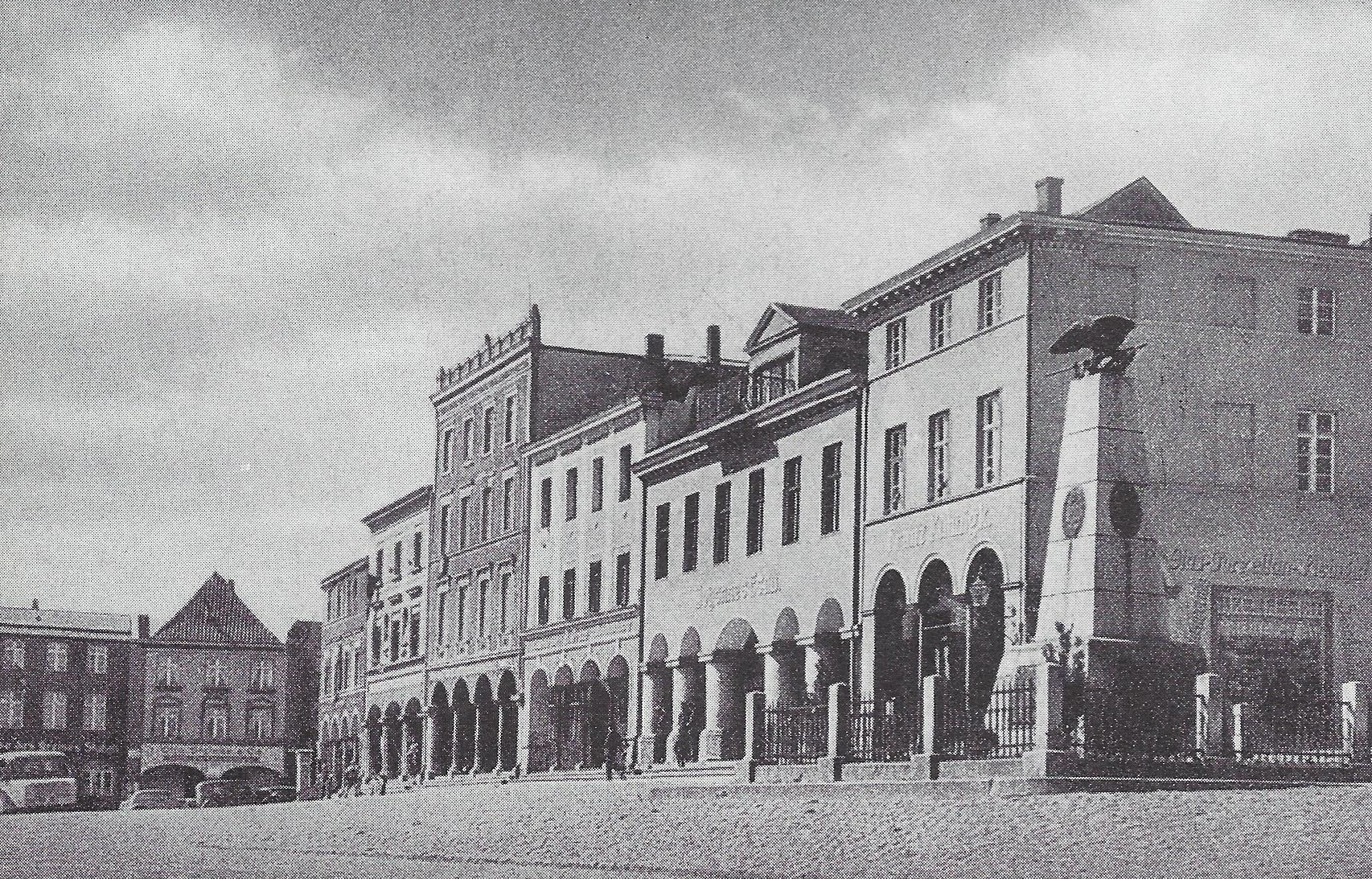
Marktplatz mit Lauben, vor 1945
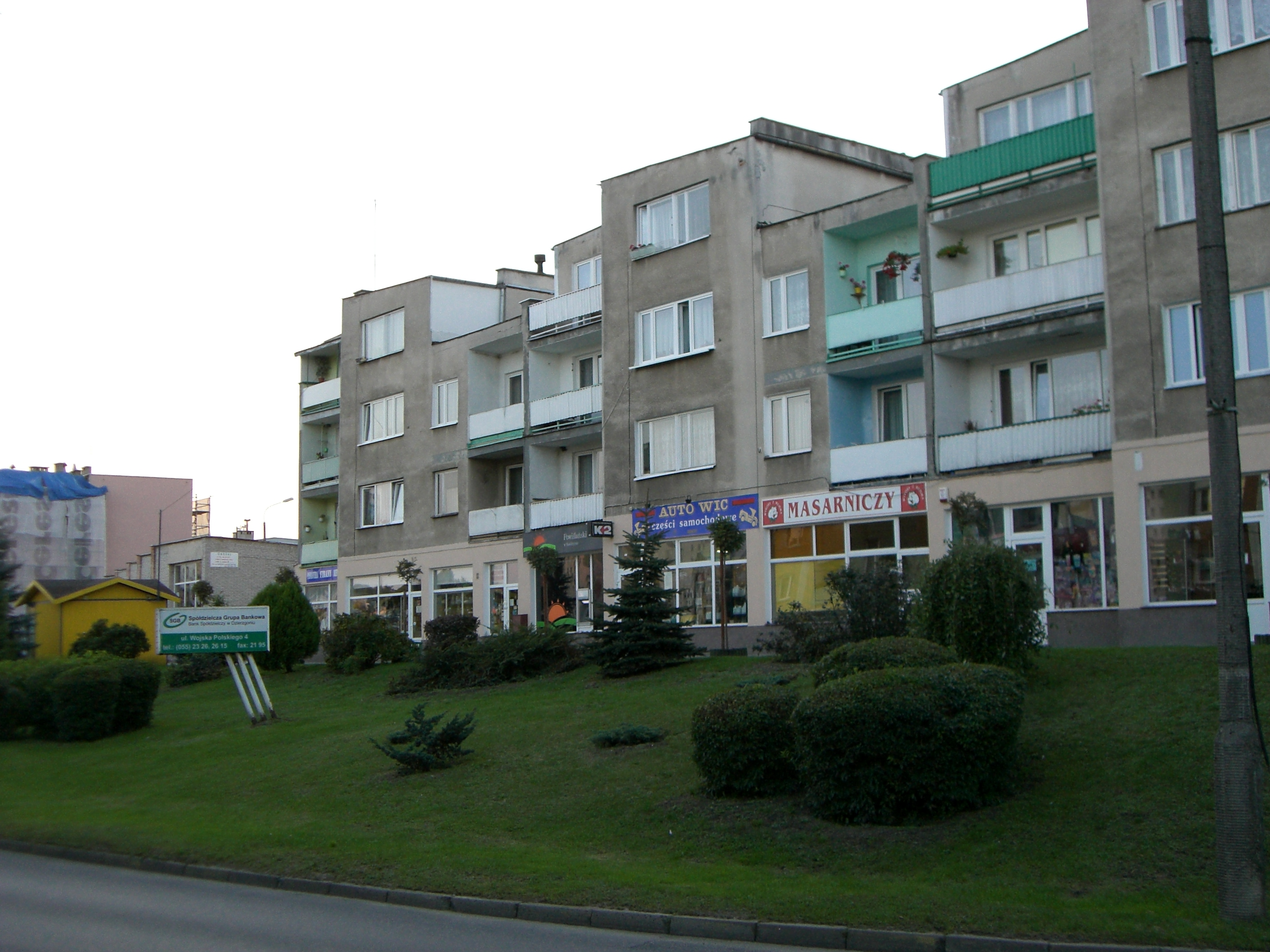
Platz der Freiheit, vormals Marktplatz, 2007
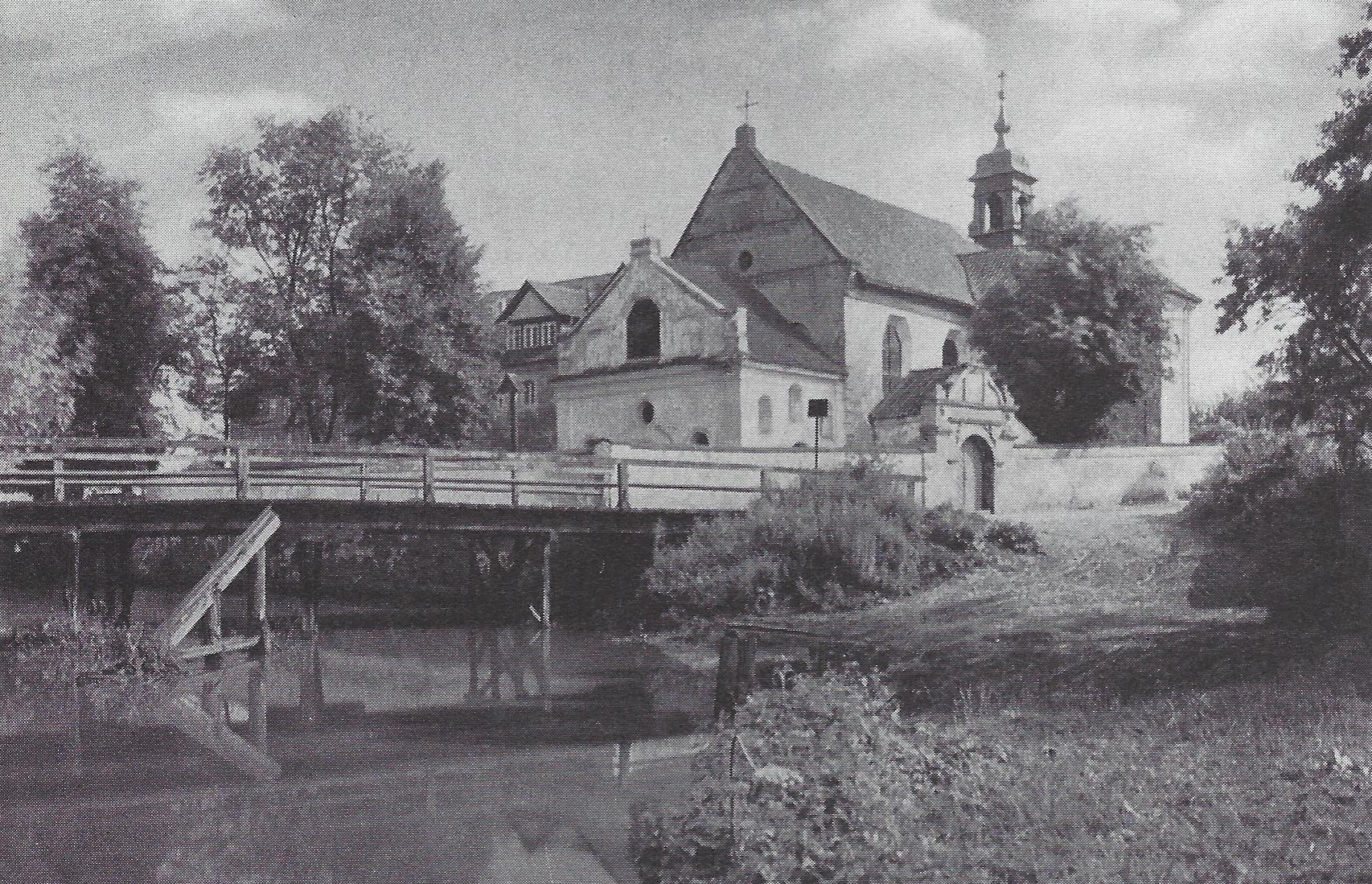
Klosterkirche in den 1930er Jahren

Gegen Ende des Zweiten Weltkriegs wurde die Stadt am 22. Januar 1945 geräumt. Am nächsten Tag verließ der letzte Flüchtlingszug zusammen mit dem Militär die Stadt. Sie wurde am 24. Januar von der Roten Armee kampflos eingenommen. Große Teile der Stadt wurden nach Plünderung und Ausschreitungen gegen die verbliebene Restbevölkerung niedergebrannt. Vom Brand betroffen waren auch der – das Bild des Platzes prägende – Laubengang an der oberen, westlichen Seite des Marktes.
Nach Beendigung der Kampfhandlungen des Zweiten Weltkriegs wurde Christburg zusammen mit Danzig, Westpreußen und der südlichen Hälfte Ostpreußens seitens der sowjetischen Besatzungsmacht der Volksrepublik Polen zur Verwaltung überlassen.  Für Christburg wurde nun amtlich die polnische Ortsbezeichnung Dzierzgoń eingeführt.  Es begann danach die Zuwanderung polnischer Migranten, anfangs vorwiegend aus Gebieten östlich der Curzon-Linie, die an die Sowjetunion gefallen waren.  In den nachfolgenden Monaten  wurde die verbliebene einheimische Bevölkerung mit wenigen Ausnahmen von der polnischen Administration aus Christburg vertrieben.
Die zerstörte Bebauung wurde durch Neubauten ersetzt. Um den Markt, 1960 noch eine Brache, entstanden erneut Wohn- und Geschäftshäuser. 1972 wurde der Markt in Platz der Freiheit umbenannt.

### Demographie
Im Jahr 1669 gab es in Christburg keinen einzigen Katholiken, im Jahr 1742 lebten hier etwa zehn Katholiken.
| Jahr | Einwohner | Anmerkungen                                                                                             |
| ---- | --------- | --- |
| 1772 | 727       | [ 16 ]                                                                                                  |
| 1776 | 1473      | [ 16 ]                                                                                                  |
| 1777 | 1377      | [ 16 ]                                                                                                  |
| 1782 | 1505      | in 266 Wohnhäusern, teils Lutheraner, teils Katholiken, teils deutscher, teils polnischer Muttersprache |
| 1793 | 1695      | [ 18 ]                                                                                                  |
| 1802 | 2073      | [ 19 ]                                                                                                  |
| 1804 | 2104      | Christen, in 233 Wohngebäuden                                                                           |
| 1810 | 1892      | [ 19 ]                                                                                                  |
| 1816 | 1932      | davon 724 Evangelische, 987 Katholiken, 219 Juden                                                       |
| 1818 | 1951      | [ 20 ]                                                                                                  |
| 1821 | 2107      | in 236 Privatwohnhäusern                                                                                |
| 1831 | 2183      | [ 21 ]                                                                                                  |
| 1852 | 2765      | [ 22 ]                                                                                                  |
| 1864 | 3254      | davon 1.974 Evangelische und 977 Katholiken                                                             |
| 1871 | 3275      | davon 1.980 Evangelische und 980 Katholiken (100 Polen)                                                 |
| 1875 | 3303      | [ 25 ]                                                                                                  |
| 1880 | 3284      | [ 25 ]                                                                                                  |
| 1890 | 3113      | davon 2.016 Protestanten, 898 Katholiken und 193 Juden                                                  |
| 1895 | 3218      | davon 954 Katholiken und 167 Juden                                                                      |
| 1900 | 3116      | meist Protestanten                                                                                      |
| 1925 | 2920      | meist Protestanten (640 Katholiken)                                                                     |
| 1933 | 3366      | [ 25 ]                                                                                                  |
| 1939 | 3603      | [ 25 ]                                                                                                  |

| Jahr | Einwohner | Anmerkungen             |
| ---- | --------- | ----------------------- |
| 2012 | 5638      | Stand vom 30. Juni 2012 |

## Politik

### Stadtrat
Der Rat hat 15 Mitglieder. Ratsvorsitzender ist Zbigniew Przybysz.

### Bürgermeister
Bürgermeisterin von Dzierzgoń ist seit 2014 Elżbieta Domańska.

### Wappen
Das Wappen stellt Katharina von Alexandrien mit den Attributen Schwert, Rad und Märtyrerkrone auf goldenem Schild dar. Das Wappen wurde nach den Bildern mittelalterlicher Siegel des 13. Jahrhunderts vom deutschen Heraldiker Otto Hupp im 19. Jahrhundert entworfen.

## Gmina Dzierzgoń
Zur Stadt-und-Land-Gemeinde (gmina miejsko-wiejska) Dzierzgoń gehören neben der namensgebenden Stadt weitere Ortschaften.
Die Partnergemeinden der Gemeinde Dzierzgoń sind:
- Finspång in Schweden
- Finsterwalde in Deutschland
- Nordborg in Dänemark
- Sittensen in Deutschland

## Kultur, Sehenswürdigkeiten und Sport

### Kultur und Sport
Dzierzgoń verfügt über ein Kulturzentrum mit Bibliothek. Dieses nutzt die Gebäude des ehemaligen Franziskanerklosters in der Stadt. An derselben Straße, gleich gegenüber, befindet sich das städtische Sportzentrum, 2012 eingeweiht.

### Sehenswürdigkeiten
Sehenswürdigkeiten in Dzierzgoń sind die archäologisch freigelegten Grundmauern der Ordensburg auf dem Schlossberg und die nahe gelegene Kirche der heiligen Dreifaltigkeit und St. Katharina. Ihre Geschichte reicht bis in die 1320er Jahre zurück. Der ursprünglich gotische Bau wurde im Laufe seiner Geschichte verändert und präsentiert sich heute vorwiegend in barocker Form. An der Sorge sind die barocken Gebäude des ehemaligen Franziskanerklosters sehenswert. Zum Teil sind noch Elemente der Backsteingotik des ehemaligen Spitalgebäudes erkennbar. Im Klosterkomplex ist die Heiliggeistkirche zu finden.

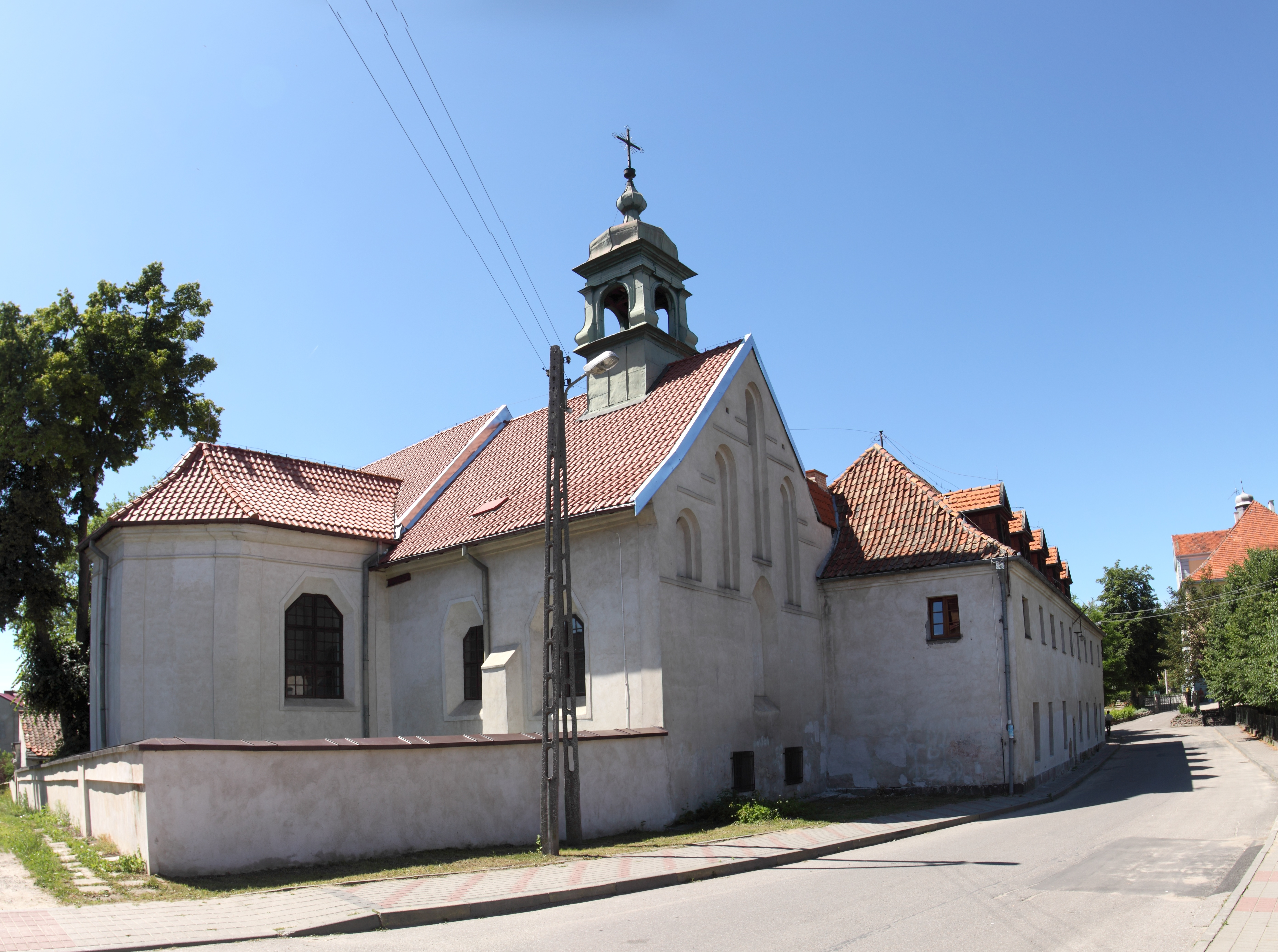
Barocker Klosterbau mit gotischer Giebelwand
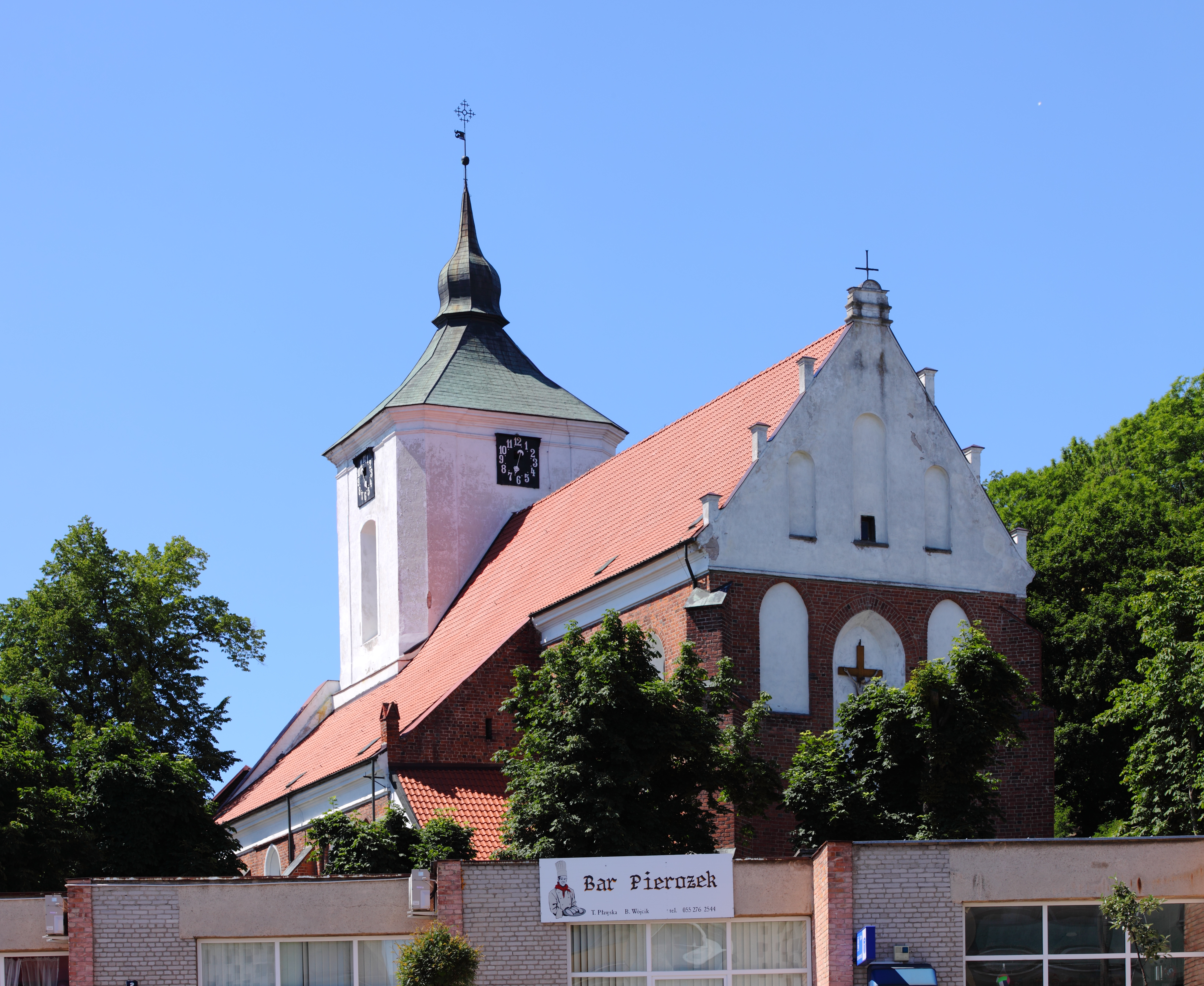
Die Katharinenkirche am Schlossberg

## Persönlichkeiten
- Ernst Schirlitz (1893–1978), deutscher Marineoffizier, zuletzt Vizeadmiral im Zweiten Weltkrieg und Festungskommandant von La Rochelle, wurde am 7. September 1893 in Christburg geboren.
- Werner Sonntag (1930–2007), Politiker (SPD), Mitglied der Bremischen Bürgerschaft
- Krzysztof Kowalik (* 1971), polnischer Fußballspieler

### Allgemein
- Christburg, Stadt, an der Sorge, Kreis Stuhm, Regierungsbezirk Marienwerder, Provinz Westpreußen. In: Meyers Gazetteer, mit Eintrag aus Meyers Orts- und Verkehrslexikon, Ausgabe 1912, sowie einer historischen Landkarte der Umgebung von Christburg (meyersgaz.org).
- Bernhard Schmid: Die Bau- und Kunstdenkmäler Pomesaniens – 3. Kreis Stuhm (= Die Bau- und Kunstdenkmäler der Provinz Westpreussen, Band 13), Danzig 1909, S. 255–273 (Google Books).
- Christoph Hartknoch: Alt- und Neues Preussen. Hallervorden, Frankfurt/Leipzig/Königsberg 1684, S. 388–389 (Digitalisat).
- Johann Friedrich Goldbeck: Volständige Topographie des Königreichs Preussen. Teil II. Marienwerder 1789, S. 19–20, Nr. 5 (Google Books).
- August Eduard Preuß: Preußische Landes- und Volkskunde. Königsberg 1835, S. 445, Nr. 60 (Google Books).
- Friedrich Wilhelm Ferdinand Schmitt: Geschichte des Stuhmer Kreises. Thorn 1868, S. 179–192 (Google Books).
- Ernst Bahr und Wolfgang La Baume: Christburg. In: Handbuch der historischen Stätten, Ost und Westpreußen. Kröner, Stuttgart 1981, ISBN 3-520-31701-X, S. 27–28.
- Isaac Gottfried Gödtke: Kirchengeschichte der Stadt Christburg. In: Archiv für vaterländische Interessen. Neue Folge, Jahrgang 1845, Marienwerder 1845, S. 550–563 (Google Books).
- Felix Hassenstein: Chronik der Stadt Christburg. Kurt Knopp, Christburg 1920.
- Otto Piepkorn: Die Heimatchronik der westpreußischen Stadt Christburg und des Landes am Sorgefluß. Bösmann, Detmold 1962.
- Siebenhundertfünfzig Jahre Christburg [750 Jahre Christburg] : 1249–1999; eine Fotosammlung. Bearb. von Herta Spiegel, o. V., 1999.